# Pedro Nicácio
Pedro Nicácio es un ciclista profesional brasileño nacido el 13 de octubre de 1981 en Curitiba (estado de Paraná). Es un destacado contrarrelojista por lo que ha sido 3 veces campeón brasileño contrarreloj (2005, 2006, 2007) y campeón panamericano (2006).
Comenzó en el ciclismo en 1997 pero compitiendo en ciclismo de montaña donde fue vicecampeón brasileño júnior en 1999. En 2001, alentado por la potencia que tenía en la ruta, empezó a competir en pruebas de dicha modalidad, sin dejar el mountain bike, hasta que en 2002 optó definitivamente por el ciclismo en ruta.
En 2004 obtuvo el tercer lugar en el Tour de Santa Catarina y un año después la misma ubicación en la Volta do Estado de São Paulo detrás de los argentinos Jorge Giacinti y Matías Medici, además de lograr la medalla de plata en la contrarreloj de los campeonatos panamericanos y ser campeón brasileño en la misma especialidad.
En 2006 obtuvo sus mayores lauros cuando logró la medalla de oro en los campeonatos panamericanos y venció en el Tour de Santa Catarina.
En 2007 pasó al equipo profesional Scott-Marcondes César-São José dos Campos y se coronó por tercera vez campeón brasileño contrarreloj. Dejó el Scott-Marcondes y fichó por otro equipo continental en 2010, el Funvic-Pindamonhangaba. 
Un control antidopaje realizado el 23 de abril de 2010 durante el Tour de Santa Catarina, le arrojó positivo por EPO. Nicácio fue notificado el 9 de julio (un mes después de ser 2.º en el campeonato brasileño contrarreloj). El fallo, que fue dictaminado el 20 de septiembre, lo sentenció a 2 años de suspensión a partir de la fecha de notificación, con lo cual fue suspendido hasta el 8 de julio de 2012 y sufrió la descalificación de todos sus resultados deportivos obtenidos desde la fecha del control positivo. Culminada la sanción el, el 14 de julio de 2012, volvió a fichar por el Funvic-Pindamonhangaba.

## Palmarés
2005
- 2.º en el Campeonato Panamericano de Ciclismo en Contrarreloj
- Campeonato de Brasil de Contrarreloj

2006
- 1 etapa de la Vuelta de Porto Alegre
- 1.º en el Campeonato Panamericano de Ciclismo en Contrarreloj
- Campeonato de Brasil de Contrarreloj
- Tour de Santa Catarina, más 1 etapa y el prólogo

2007
- Campeonato de Brasil de Contrarreloj
- 1 etapa del Tour de Santa Catarina

2008
- 2.º en el Campeonato de Brasil Contrarreloj

2010
- 1 etapa de la Vuelta Ciclista del Uruguay

2014
- Campeonato de Brasil de Contrarreloj